# Chiprana
Chiprana est une commune d’Espagne, dans la province de Saragosse, communauté autonome d'Aragon comarque de Bajo Aragón-Caspe.